# سرزنگی (سرده)
سرزنگی (نام علمی: Inula) نام یک سرده از زیرخانواده کاسنی‌واریان است.